# Kostel Narození Panny Marie (Choťovice)
Kostel Narození Panny Marie se nachází na návsi obce Choťovice uprostřed hřbitova. Jedná se o raně barokní kostel s jedinečnou neogotickou přestavbou v roce 1860, kterou provedl Josef Míča. Dne 26. dubna 2006 byl Ministerstvem kultury České republiky kostel prohlášen kulturní památkou. V současné době probíhá v kostele rozsáhlá rekonstrukce, je odsvěcen a mše se nekonají.

## Exteriér
Kostel je jednolodní s pravoúhlým presbytářem, čtvercovou sakristií po severní straně a hranolovou věží před západním průčelím. Pseudogotická, půlkruhově zaklenutá okna, která vzájemně svazuje výrazně zalamovaná římsa, jsou typický prvek anglické gotiky. Raně barokní kostel doplnila pozdně barokní věž, kde je zajímavě ztvárněno zvonové patro. V každé ze čtyř stěn je trojice vysokých a úzkých půlkruhově zaklenutých oken palladiánské kompozice. Zakončení věže je vyřešeno stupňovými sloupovými štíty a nárožními věžičkami. Z těch jsou spuštěny úzké přípory kruhovitého průřezu, které končí pod úrovní prvního patra věže.
Pseudogotickou přestavbu původně raně barokního kostela provedl v roce 1860 architekt Josef Míča.

## Interiér
Presbytář má barokní křížovou klenbu s hranami zvýrazněnými štukovými hřebínky. Jedna rozměrnější nika je za oltářem ve východní stěně a druhá menší s klenbou ve tvaru konchy je v jižní stěně. Presbytář je od lodě oddělen půlkruhovým obloukem. Kruchta s varhanami je jednoduchá a je v jižní části lodi. Je nesena dvěma osmibokými dřevěnými sloupy. Mobiliář je raně barokní. Kazatelna, která má velmi dobrou uměleckou úroveň, je datována okolo roku 1700. Oltář stojí na mense ve tvaru hranolu. Nástavec (retabulum, retábl) tvoří mohutný rám ze širokého akantu, do kterého je pravoúhle zasazen drobný obraz Panny Marie pomocné, nad ním je pak monogram v paprscích. Oba boční oltáře jsou pojaté podobně. Vpravo na zděné mense stojí oltář sv. Antonína Paduánského v pokleku před Ježíšem s anděly. Vlevo je umístěn oltář s obrazem Křtu Páně, Kristus klečící před sv. Janem Křtitelem. Raně barokní dřevěná kazatelna, přístupná z presbytáře, je natřena barvou imitující mramor.

## Varhany
V kostele jsou jednomanuálové novobarokní varhany, které v roce 1870 dodala pražská firma R. Stieglitz a H. Roith.

## Zvony
Ve věži jsou dva zvony, které byly do kostela přeneseny v roce 1864 z původní dřevěné zvonice. Oba pocházejí z Kutné Hory. Starší a větší je z roku 1525 z dílny Daniela Draštíka. Průměr je 89,8 cm, hloubka 64 cm, tloušťka věnce 7,7 cm, hmotnost je odhadována 550 kg, hlavní tón des 2, srdce je zavěšeno na řemenu. Mladší a menší pochází z roku 1577 z dílny zvonaře Wondřeje Kotka. Průměr je 79,5 cm, hloubka 62 cm, tloušťka věnce 6,7 cm, hmotnost je odhadována na 360 kg, hlavní tón d 2, se srdcem zavěšeným také na řemenu.
Oba zvony zprovoznil v roce 2006 kampanolog p. Mgr. Petr Vácha z Národního památkového ústavu a zazvonil na ně u příležitosti návštěvy sídelního biskupa královéhradecké diecéze Mons. ThLic. Dominika Duky v Choťovicích dne 22. května 2006.

### Program záchrany architektonického dědictví
V rámci Programu záchrany architektonického dědictví bylo v letech 1995-2014 na opravu památky čerpáno 2 475 000 Kč.
| rok    | 2010 | 2011 | 2012 | 2013 | 2014 |
| ------ | ---- | ---- | ---- | ---- | ---- |
| částka | 425  | 630  | 420  | 400  | 600  |